# Brady Barr
Pour les articles homonymes, voir Barr.
Brady Barr, né le 4 janvier 1963 à Fort Worth, est un herpétologue américain. Travaillant depuis 1997 pour la chaîne télévisée National Geographic Channel, il a notamment présenté les émissions Reptile Wild, Dangerous Encounters et Croc Chronicles With Dr Brady Barr.
Il est bien connu que son animal préféré est le Crocodile du Nil.

## Carrière
Né en 1963 à Fort Worth au Texas, Brady Barr passa avec succès son baccalauréat en sciences à l'université de l'Indiana et se tourna plus tard vers l'enseignement supérieur. Il fut le premier herpétologue à avoir capturé toutes les espèces de crocodiliens, soit 23 espèces de crocodiliens. Alors qu'il était doctorant à l'université de Miami, il étudia à Coral Gables les alligators vivant à l'état sauvage dans le parc national des Everglades. Ses recherches, qui portèrent sur le régime et les habitudes alimentaires des alligators, aidèrent aux efforts de conservation du frai de ces derniers, contribuant ainsi à la préservation de l'écosystème unique de la Floride.
Au cours de ses voyages il effectua de nombreuses mesures sur les puissances de mâchoire des animaux il en a déduit que le crocodile avait les mâchoires les plus puissantes du monde des espèces vivantes ; parmi les espèces éteintes, le Tyrannosaurus rex, disparu il y a environ 65 millions d'années avait une mâchoire encore plus puissante, qu'il a pu mesurer en recréant les conditions de morsure avec une presse[réf. nécessaire].
Espèces vivantes
- Loup gris : 184 kg
- Chien domestique (Rottweiler) : 149 kg
- Lycaon : 144 kg
- Lion : 313 kg
- Tortue Alligator : 455 kg
- Hyène tachetée : 453 kg
- Homme : 58 kg
- Grand requin blanc : 303 kg
- Requin Nourrice : 294 kg
- Crocodile du Nil « capturé » : 1 133 kg
  - Crocodile du Nil « libre » : 2 270 kg
- Encornet Géant : 500 kg
- Ara : 76 kg
- Diable de Tasmanie : 179 kg
- Requin-bouledogue : 448 kg
- Varan des savanes : 25 kg

Espèces éteintes
- Tyrannosaure : 2 721 kg

## Vie privée
Brady Barr est marié à Mei Len Sanchez, scientifique s'occupant de la préservation des crocodiles et de la formation des étudiants, ils ont deux enfants.